# Vicente Cicalese
Vicente Orlando Cicalese (Montevideo, 1918 - ibíd., 2000) fue un escritor, filólogo y latinista uruguayo.
Discípulo de Eugenio Coseriu, desarrolló una intensa labor en el área de Estudios Clásicos de la Facultad de Humanidades, Universidad de la República.

## Selección de obras
- Nuestro viejo latín. Volumen I. 1969. Montevideo.
- Nuestro viejo latín. Volumen II. 1972. Montevideo.
- Las semanas y los días. 1982. Montevideo: Libros del Astillero.
- Isidoro de Sevilla, historias y testamento político. 1982 (en coautoría con Sara Álvarez Catalá de Lasowski). Montevideo: Libros del Astillero.
- Los esclavos del sacramento. La Archicofradía del Santísimo Sacramento de la Catedral Metropolitana. 1983. Montevideo: CBA.
- Ambrosio y Jerónimo. Dos grandes escritores romanos. 1987. Montevideo.
- Montevideo y su primer escritor, José Manuel Pérez Castellano. 1988. Montevideo.
- El mamotreto y otras historias. 1990. Montevideo: Arca.
- Cristo, los pobres y los ricos. 1992. Montevideo.
- El latín en el Parlamento Uruguayo. 1993. Montevideo.
- El libro de los días. 1993. Montevideo: Intendencia de Municipal de Montevideo.
- El libro de los lustros y las eras. 1995. Montevideo.
- Historias de palabras. 1995. Montevideo: Unión Latina.
- Juvenal, su tiempo, sus sátiras. 1999. Montevideo: CSIC, Universidad de la República.